# Tautochondria dolichoura
Tautochondria dolichoura is een eenoogkreeftjessoort uit de familie van de Hyponeoidae. De wetenschappelijke naam van de soort is voor het eerst geldig gepubliceerd in 1987 door Ho.